# ГЕС Лаймстоун
ГЕС Лаймстоун (англ. Limestone Generating Station) — гідроелектростанція у канадській провінції Манітоба. Знаходячись після ГЕС Лонг-Спрус, становить нижній ступінь каскаду на річці Нельсон, яка дренує озеро Вінніпег та тече до Гудзонової затоки.
В районі станції річку перекрили комбінованою греблею довжиною 1300 метрів, яка включає бічні земляні ділянки, а також бетонні машинний зал (довжина 299 метрів) та водопропускну секцію (119 метрів). Крім того, на лівому березі її продовжує земляна дамба довжиною 570 метрів. Разом ці структури потребували 2,9 млн м3 породи та 650 тис. м3 бетону. Під час їх зведення для створення тимчасового коффердаму провели екскавацію 3,2 млн м3 скельних порід та використали 3,5 млн м3 породи. Гребля та дамба утримують витягнуте по долині річки на 12 км водосховище з площею поверхні 27,1 км2.
Основне обладнання станції становлять десять пропелерних турбін загальною потужністю 1350 МВт, які при напорі у 27,6 метра забезпечують виробництво 7640 млн кВт-год електроенергії на рік.
Видача продукції відбувається по ЛЕП, що працюють під напругою 230 кВ (змінний струм) та 500 кВ (лінія прямого струму високої напруги — HVDC).